# Gnaeus Iulius Verus
Gnaeus Iulius Verus (* um 112 n. Chr. in Colonia Claudia Aequum, Dalmatien; † um 180) war ein römischer Senator und Feldherr des 2. Jahrhunderts n. Chr.

## Leben
Da die literarischen Quellen für das 2. Jahrhundert n. Chr. äußerst dürftig sind und Iulius Verus nicht erwähnen, ist man für die Darstellung seiner Biographie vor allem auf Inschriften angewiesen. Die wichtigste von ihnen, die ihm zu Ehren von den Einwohnern seiner Vaterstadt errichtet wurde, gibt die Stationen seiner Laufbahn bis zu seiner Legatenstelle in Syrien wieder. Weitere Inschriften, die in Britannien und Syrien gefunden wurden, liefern zusätzliche Informationen über Iulius Verus.
Geboren wurde Iulius Verus in der Colonia Claudia Aequum in Dalmatien. Da er später Münzmeister und Quästor wurde, muss er (von Geburt oder durch familiäre Verbindungen) zum Stand der Senatoren gehört haben. Das erste Amt seines unter Kaiser Hadrian beginnenden Cursus honorum war das eines Triumvir aere argentio auro flando feriundo. Er wurde darauf ein Tribun der Legio X Fretensis und diente vielleicht unter dem möglicherweise mit ihm verwandten Gnaeus Minicius Faustinus Sextus Iulius Severus (Suffektkonsul 127 n. Chr.) in dessen Krieg gegen die Juden (Bar-Kochba-Aufstand 132–135 n. Chr.). Entweder am Ende der Regierung Hadrians oder am Anfang jener des Kaisers Antoninus Pius wurde er kaiserlicher Quästor. Als weitere Ämter bekleidete er darauf das Volkstribunat, die Prätur und etwa 142–145 n. Chr. eine Legatenstelle bei der in Vetera (beim heutigen Xanten) stationierten Legio XXX Ulpia Victrix. Etwa 147–150 n. Chr. war er als Verwalter des Staatsschatzes (Praefectus aerari Saturni) und um 151 n. Chr. als Suffektkonsul tätig. Um diese Zeit dürfte er auch Augur geworden sein.
Iulius Verus wurde dann Statthalter zweier römischer Provinzen, zuerst von Germania inferior, wo er wohl dem Juristen Publius Salvius Iulianus im Amt folgte, dann (um 157 n. Chr.) von Britannien. Dorthin brachte er Verstärkungstruppen aus der römischen Rheinarmee mit, offenbar um die Revolte des britannischen Stamms der Briganten zu unterdrücken. Diese Aufgabe konnte er siegreich beenden und ließ dann auf dem Territorium der rebellischen Briganten Kastelle zur Sicherung der römischen Herrschaft bauen. Dass er besonders in der Nähe des Hadrianswalles bedeutende militärische Baumaßnahmen vornahm, belegen einigen Inschriften. Marcus Statius Priscus Licinius Italicus, der Konsul von 159 n. Chr., wurde etwa 160 oder 161 n. Chr. sein Nachfolger als Statthalter Britanniens.
Bald danach brach in Asien ein Krieg zwischen Parthern und Römern aus, und es wurde, da 162 n. Chr. der Statthalter Syriens, Attidius Cornelianus, eine vernichtende Niederlage einstecken musste, in dieser Provinz ein erfahrener Feldherr benötigt. Mit dieser Aufgabe betrauten die Kaiser Mark Aurel und Lucius Verus 163 oder 164 n. Chr. Iulius Verus, obwohl letztgenannter Kaiser das Oberkommando des Krieges gegen die Parther führte. Die wenigen erhaltenen Quellen zu den Ereignissen dieses Krieges erwähnen Iulius Verus nicht, sondern nach ihrer Aussage errang Avidius Cassius fast alle Siege (besonders die Eroberung von Seleukia-Ktesiphon als herausragendsten Erfolg). Iulius Verus wirkte jedenfalls an der neuen Aushebung der Legio II Italica und Legio III Italica mit. Mindestens bis zur Besiegelung des Friedens (166 n. Chr.) war er Heerführer in Syrien. Nach einigen Inschriften aus Abila am Chrysorrhoas sicherte er die Straße zum Schutz vor Felsstürzen durch die Errichtung von Tunnels und Kanälen. 180 n. Chr. wurde erneut zum Konsul designiert, konnte dieses Amt aber wegen seines zuvor erfolgten Todes nicht mehr antreten.